# 吉尔吉斯族
吉尔吉斯族（柯尔克孜文：Кыргыз/ قىرعىز），古稱黠戛斯，中亚的一支民族，为吉尔吉斯斯坦的主体民族，多信仰伊斯兰教。吉尔吉斯这一译名来源于俄语发音，是由于历史原因而保留的名称。在中国的吉尔吉斯族称为柯尔克孜族，2010年，在中国境内有超過18万柯尔克孜人，主要分布于新疆西部的克孜勒苏州。

## 历史
吉爾吉斯人（突厥語 Qırğız，中国史籍记载为黠戛斯）原本世代居於西伯利亞南部、葉尼塞河上游的盆地。柯尔克孜人最早信仰原始宗教萨满教，早期生活在天山南部及中亚等地的柯尔克孜人西元10世纪前后就皈依伊斯兰教。
柯尔克孜（吉尔吉斯）的称谓来自突厥语单词kyrk（40），而-iz常被认为是一个古老的复数后缀，Kyrk+iz意为“四十多”，因此“吉尔吉斯斯坦”的字面意思是“四十个部落的聚集”。根据开国神话，40个部落联合抗击契丹的史诗也意味着与英雄玛纳斯的联系。而其他说法称与Kyzyl（红色）有关，与克孜勒同源。
《史记》中最早记录了吉尔吉斯人的情况，称为“鬲昆”。兩漢时称“坚昆”，受匈奴统治；魏晋南北朝至隋代称“结骨”、“契骨”、“纥骨”、“护骨”、“居勿”等，二世纪中叶后受鲜卑和柔然统治，北齐、隋唐时期先后受突厥汗国、回紇统治，唐代时根据汉语的音译通称为“黠戛斯”，也有称“纥扢斯”，后在840年灭回鹘后独立。五代十國、遼、宋、金时又称“纥里迄斯”，至924年被耶律阿保机的大契丹国统治。大蒙古國和元代时称“吉利吉斯”等，蒙古帝国时期划入益兰州。明朝时称乞儿乞思，属瓦剌。清代時按准噶爾人的稱呼稱其為“布魯特”，至17世紀分别受到蒙古人的准噶尔汗国，以及俄罗斯帝国的排擠，漸漸遷移到天山北麓的伊塞克湖一帶，即今日吉爾吉斯共和國。清高宗乾隆二十二年（1757年）清朝攻滅準噶爾汗國後，吉爾吉斯人被清朝統治。後來清朝衰落，在1864年的中俄北京條約將伊犁河及天山一大部份割讓俄國，人隨地歸，吉爾吉斯人從此被俄罗斯帝国統治。一部分因為被准噶尔裹脅叛亂被乾隆帝送交今黑龙江省富裕县，又称富裕柯尔克孜人。
这些名称其实都是各时期各种不同的音译。乃蛮、钦察、契丹等来自哈萨克汗国的部族属于吉尔吉斯的“色尔特克勒克”（意为“外部之人”），不属于吉尔吉斯本部。
在吉尔吉斯斯坦境内约4,587,430名吉尔吉斯人，与现今的在中国新疆的186,708名柯尔克孜人，皆较多信仰伊斯兰教。而生活在中国黑龙江富裕县的柯尔克孜人则信仰萨满教，新疆额敏的柯尔克孜族因長期與厄魯特生活因此信仰藏传佛教。吉尔吉斯斯坦因浩罕汗国而伊斯兰化，南部吉尔吉斯更为伊斯兰化。

## 語言文字
吉尔吉斯族有自己的语言和文字，语言为柯尔克孜语（吉尔吉斯语），屬于突厥語族钦察语支。歷史上，吉尔吉斯族曾經使用過古突厥文与察合台文，目前，吉爾吉斯則使用以西里爾字母為基礎的拼音文字，而中國新疆的柯爾克孜族則使用阿拉伯字母拼寫柯爾克孜語。

## 文化藝術
吉尔吉斯族有豐富的文化遺產，最著名的是英雄史詩《瑪納斯》。

## 風俗習慣

### 民族服饰

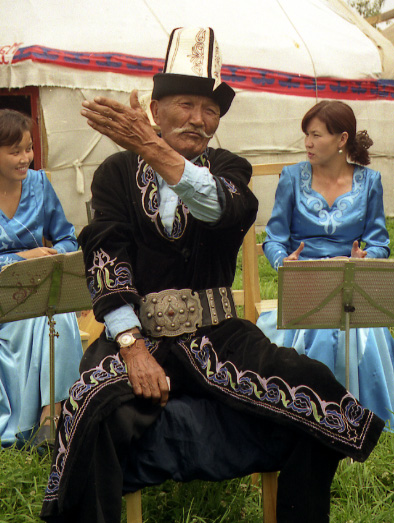

吉尔吉斯族的女子多穿长连衣裙，上身穿黑色小马甲，有些地方的妇女穿小竖领的白色衬衫。妇女用头巾包头，外佩饰品。男子的高顶方形帽是一大特色，多用皮子或毡子做成，又一个卷沿，两侧有护耳。男子的上衣多是圆领，绣有花边。腰间束皮带，佩有小刀。

## 史籍描述

### 族属与容貌
《唐书·回鹘传·下》附《黠戛斯》条中说：“（黠戛斯）人皆长大，白发、皙面、绿履，以黑发为不祥，黑瞳者必曰〔李〕陵苗裔也。”唐段成式的《酉阳杂俎》卷四中也说“坚昆部非狼种”，日本历史学家羽田亨据此推断，黠戛斯人在唐代仍不属于突厥人种，而是属于雅利安人种，以后随着时间的推移才逐渐突厥化的。

## 遺傳基因研究
日本東京大學學者植田信太郎與中華人民共和國中国社会科学院學者王麗組成的中日聯合研究團隊，在2000年發布的研究報告，比較在中國山東省發掘的古代遺體，發現在戰國時期中期以前的山東人，在遺傳基因上與歐洲人接近，有印歐人的特徵；西漢末年以前的山東人則接近於中亞地區的維吾爾人與吉爾吉斯人。現代山東人則與東亞的日本人（大和族）與韓國人（朝鮮民族）基因接近。
然而上述結論受到韩康信、尚虹的質疑，指出根據考古學研究，古代印歐人種東進的地理介限位於新疆東部至甘肅西部之間，在此以東的地區並沒有發現具有印歐人種型態的類群，後來姚永刚和张亚平重新檢測植田信太郎的研究數據，發現遺傳基因均屬於東亞人種。

## 中国柯尔克孜族
中國境內的柯尔克孜族屬中华人民共和国官方承認的56個民族，官方稱“柯爾克孜”，而將他國同源民族譯為“吉爾吉斯”。主要分佈在新疆維吾爾自治區西南部的克孜勒蘇柯爾克孜自治州，少數分佈在鄰近的烏什、阿克苏市、莎車、英吉沙、塔什庫爾干和皮山以及新疆北部的特克斯、昭蘇、額敏、博樂、精河和鞏留。。另外黑龙江省齐齐哈尔市富裕县友谊乡五家子村和七家子村分布有乌裕尔河畔五姓柯尔克孜人，官方將其划屬柯尔克孜族，但實際上是哈卡斯人的分支。